# La casa infernal
La casa infernal (en inglés: Hell House) es una novela del escritor estadounidense Richard Matheson publicada en 1971. La novela tiene importantes similitudes con The Haunting of Hill House (1959) de Shirley Jackson, aunque con mucha más violencia e imágenes sexuales. Stephen King la describió como «la más aterrorizante novela sobre una casa embrujada jamás escrita».

## Sinopsis
La historia trata de cuatro personas: el doctor Lionel Barrett, un físico interesado en la parapsicología, su esposa Edith y dos médiums —Florence Tanner, espiritualista y médium mental, y Benjamin Franklin Fischer, médium físico—, que son contratados por un millonario moribundo, William Reinhardt Deutsch, para investigar la posibilidad de que exista vida después de la muerte. Para llevar a cabo su misión deben entrar en la tristemente célebre Casa Belasco en Maine, considerada como la casa más embrujada del mundo. La casa se llama «Hell House» debido a los horribles actos de blasfemia y perversión ocurridos bajo la influencia silenciosa de Emeric Belasco. Fischer es el único sobreviviente de un intento fallido de investigación treinta años antes. La novela combina terror sobrenatural con misterio, los investigadores intentan descubrir los fantasmas de la casa mientras su cordura se ve sutilmente socavada por la siniestra influencia sobrenatural.
Durante la investigación, diversas influencias comienzan a afectar las debilidades personales de cada personaje: a Florence a través de su creencia en el espiritualismo y su ímpetu por librar a la casa del mal; al doctor Barrett a través de su incredulidad casi arrogante y su desconocimiento del espiritualismo, su creencia en la ciencia y su debilitado estado físico —había sufrido de  poliomielitis cuando joven—; a Edith a través de sus temores personales, sus inseguridades y sus deseos acumulados; y a Fischer a través de su inacción deliberada —que él llama «precaución»—. La potencia de la casa infernal proviene de su aparente capacidad para corromper a los que se introducen en ella, antes de su destrucción tanto mental como física.

## Adaptaciones
En 1973 la novela fue llevada al cine con el nombre de The Legend of Hell House, protagonizada por Pamela Franklin y Roddy McDowall. Matheson escribió el guion. La historia fue adaptada como una miniserie de cómic llamada Richard Matheson's Hell House escrita por Ian Edginton y con dibujos de Simon Fraser, que fue publicado en 2004 por IDW Publishing; posteriormente fue recogido como libro en rústica en 2008. También hubo una versión no autorizada de la historia en Werewolf by Night de Marvel Comics, escrita por Doug Moench, en la que Emeric Belasco fue renombrado como Belaric Marcosa.